# 九鬼隆備
九鬼 隆備（くき たかとも）は、江戸時代後期の大名。丹波国綾部藩第10代（最後）の藩主。官位は従五位上・大隅守。

## 経歴
9代藩主・九鬼隆都の長男として誕生した。
嘉永6年（1853年）12月15日、13代将軍徳川家定に拝謁する。文久元年（1861年）6月10日、父隆都の隠居により、家督を相続した。同年12月16日、従五位下・大隅守に叙任する。文久3年（1863年）3月30日、幕府から京都の警備を命じられる。元治元年（1864年）2月、京都警備のために上洛し、3月、孝明天皇に拝謁する。同年5月5日、従五位上に昇進する。禁門の変では御所を警備している。同年8月、帰藩する。藩政においては藩校・進徳館を篤信館と改名し、その翌年には藩内6箇所に郷学校を設立して庶民教育に尽力した。これは後に、明治政府による近代化教育の先駆けとなった。
慶応3年（1867年）、幕府が大政奉還を行なうと、いち早く新政府側に帰順する。明治2年（1869年）の版籍奉還で知藩事となり、明治4年（1871年）の廃藩置県で免官となる。同年11月20日、隠居し、実弟寧隆に家督を譲った。明治9年（1876年）6月12日、寧隆の死去により家督を再び相続する。明治17年（1884年）7月8日、子爵に叙爵される。明治30年（1897年）7月13日、64歳で死去した。

## 栄典
- 1884年（明治17年）7月8日 - 子爵[1]

## 系譜
- 父：九鬼隆都（1801年 - 1882年）
- 母：不詳
  - 弟：子爵大田原富清
  - 弟：子爵九鬼隆義
  - 弟：子爵一柳末徳
  - 弟：子爵建部秀隆
- 先妻：孝 - 松平光庸の娘
- 後妻：中西荘八郎の娘
- 生母不明の子女
  - 四女：文子 - 舟橋遂賢室
  - 女子：致津公煕（到津公誼次男、宇佐神宮宮司）室
  - 女子：野崎彦左衛門（静岡銀行頭取、静岡軽便鉄道取締役）室
  - 長男：九鬼隆治（1886年 - 1980年） - 1897年に家督を相続して子爵となり、皇道宣揚会、帝国美術保存会の会頭を務めた[2]。